# 陳琇
陳 琇（ちん しゅう、生没年不詳）は、北宋の官僚。福州の出身。諱の琇は、莠（ゆう）とも表記された記録も見えるが、正しい表記は「琇」である。

## 人物
陳琇が生きていた北宋末期は、金の侵攻によって首都である開封が陥落し、国滅の危機から逃れるために朝廷が南遷して南宋を開国する乱世であった。
当時朝廷で右尹の官職にあった陳琇は、一族を率いて高麗に帰化し、以後、現在の忠清北道洪城郡に当たる驪陽県でその余生を尽くした。
陳琇の孫にあたる（曾孫と記録している文献もある）陳寵厚は、仁宗朝に起きた李資謙の乱を討伐した功で、下位武将から神虎衛大将軍まで昇進し、同時に故郷の驪陽県の領主に当たる驪陽君の爵位を受けた。
陳琇の息子である陳俊の代から本貫を驪陽と定め、現在に至っている。
この一族を驪陽陳氏と呼んでおり、韓国で分布している陳氏の中で第一の人口数を誇る大族である。2007年韓国の統計庁の調査結果によれば、驪陽陳氏の総人員は10万人である。